# سرخ و سیاه (فیلم)
«سرخ و سیاه» (فرانسوی: Le rouge et le noir‎) یک فیلم به کارگردانی کلود اوتان-لارا است که در سال ۱۹۵۴ منتشر شد. از بازیگران آن می‌توان به ژرار فیلیپ، دانیل داریو و آنتونلا لوالدی اشاره کرد.